# Erik Otto Larsen
Erik Otto Larsen (ur. 26 listopada 1931 w Hvidovre, zm. styczeń 2008) – duński malarz, grafik i pisarz.
Jako malarz Larsen zadebiutował w 1965 r. na corocznej jesiennej wystawie duńskiego malarstwa (duń. Kunstnernes Efterårsudstilling). W 1988 r. wydał swą pierwszą książkę, powieść kryminalną pt. Pondus sidste sag. Jedna z kolejnych jego powieści, zatytułowana Masken i spejlet, została w 1995 r. wyróżniona nagrodą Szklanego Klucza, przyznawaną przez członków Skandynawskiego Stowarzyszenia Kryminalnego za najlepszą powieść kryminalną.
W 1994 r. Danmarks Radio na podstawie powieści Manden der holdt op med at smile nakręciło czteroczęściowy kryminalny serial telewizyjny, zatytułowany Frihedens skygge.

## Twórczość
- Pondus sidste sag (1988)
- Så længe jeg lever (1989)
- Manden der holdt op med at smile (1990, wydana również jako Frihedens skygge)
- Masken i spejlet (1994)
- En kat fortræd (1996)

## Nagrody
- nagroda Duńskiej Akademii Kryminalnej za debiutancką powieść Pondus sidste sag (1988)
- nagroda Szklany Klucz za powieść Masken i spejlet (1995)